# Voigtsdorf
Voigtsdorf település Németországban, Mecklenburg-Elő-Pomeránia tartományban. Lakosainak száma 93 fő (2023. december 31.).

## Népesség
A település népességének változása:
| Lakosok száma | 107  | 104  | 94   | 96   | 93   |
|               | 2017 | 2019 | 2021 | 2022 | 2023 |